# Perfluortributylamin
Perfluortributylamin (PFTBA) je plyn patřící mezi perfluorované sloučeniny, jehož molekuly se vyskytují v atmosféře naší planety. Je 7000krát účinnějším skleníkovým plynem než oxid uhličitý. V atmosféře je zatím zastoupen 0,18 jednotek na bilion molekul. Neexistuje dosud přesná statistika jeho výskytu a zatím není známa rychlost nárůstu jeho koncentrace v atmosféře během let. Do atmosféry se pravděpodobně dostává z elektrospotřebičů. Jeho molekuly snižují radiaci naší planety stejně jako je tomu u ostatních skleníkových plynů.